# Josué Homawoo
Josué Francis Homawoo (Lomé, 12 november 1997) is een Togolees-Frans voetballer die sinds 2025 uitkomt voor Standard Luik.

## Clubcarrière
Homawoo werd geboren in Togo en verhuisde op vijfjarige leeftijd naar Frankrijk. Hij begon zijn jeugdopleiding bij Elan Sportif Lyon, waar hij werd opgepikt door Olympique Lyon. Via AS Saint-Priest belandde hij bij Nantes FC, waar hij in juni 2017 zijn eerste profcontract ondertekende. Homawoo maakte op dat moment al deel uit van het beloftenelftal van de club.
Op 8 februari 2020 maakte Homawoo zijn officiële debuut voor het eerste elftal van Nantes: in de competitiewedstrijd tegen Dijon FCO (3-3-gelijkspel) liet trainer Christian Gourcuff hem bij de rust invallen. Het bleef het enige officiële optreden van Homawoo voor Nantes, want in oktober 2020 zette hij zijn carrière verder bij FC Lorient. In het seizoen 2020/21 kwam hij niet verder dan twee competitiewedstrijden voor het beloftenelftal van de club in de Championnat National 2.
Na twee seizoenen in de Championnat National met Red Star FC nam Homawoo afscheid van de Franse competitie: in juli 2023 tekende hij bij de Roemeense eersteklasser Dinamo Boekarest. Na twee seizoenen in Roemenië ondertekende hij in juli 2025 een tweejarig contract met optie op een extra jaar bij de Belgische eersteklasser Standard Luik.

## Interlandcarrière
Homawoo maakte op 6 september 2024 zijn interlanddebuut voor Togo: in de Afrika Cup-kwalificatiewedstrijd tegen Liberia (1-1-gelijkspel) liet bondscoach Daré Nibombe hem starten.